# Lista Peter Pilz
Lista Peter Pilz (în germană Liste Peter Pilz) este un partid politic din Austria, fondat de Peter Pilz, fost parlamentar al Partidului Verde.

## Istorie
Pilz a părăsit Partidul Verde pe 17 iulie 2017, fiindcă nu fusese pus pe locul al patrulea pe lista pentru alegerile parlamentare, ci pe al șaselea. Astfel, el a decis să își formeze propria listă electorală.
Spre deosebire de alte partide de extremă stânga, Pilz consideră lupta contra Islamismului radical o temă principală.
Primii candidați pe lista sa au fost: muziciana și activista Maria Stern, avocatul Peter Kolba, fost politician SPÖ, antreprenoarea Stephanie Cox și avocatul Alfred J. Noll. Pe 28 iulie 2017, deputații verzi Wolfgang Zinggl și Bruno Rossmann, precum și deputata SPÖ Daniela Holzinger-Vogtenhuber și-au dat demisia pentru a se alătura listei Peter Pilz. În 4 august, Renée Schroeder și Hannes Werthner au fost anunțați drept candidați, iar ulterior și Teresa Roscher și avocatul Alma Zadic. Înaintea alegerilor au fost strânși €200.000, dintre care €98.000 din partea lui Alfred J. Noll și €20.000 din patrtea lui Renée Schroeder, iar restul din mici donații.
Pe 26 iulie 2017, statutul formațiunii a fost trimis la Ministerul de Interne și înscris drept partid politic. Acesta nu va avea parte de finanțări străine, sponsorizările fiind considerate neesențiale pentru o platformă electorală de către Peter Pilz. Totodată, Pilz a cerut reducerea finanțării partidelor din bani publici.
La data de 4 noiembrie 2017, Peter Pilz a demisonat din funcția de parlamentar, pe fondul unor acuzații de agresiune sexuală.

## Rezultate la alegeri

### Nationalrat
| An electoral | # din voturi | Poziție | % din voturi | # din locuri | Guvern      |
| ------------ | ------------ | ------- | ------------ | ------------ | ----------- |
| 2017         | 223.543      | 5       | 4,4%         | 8            | în opoziție |

## Legături externe
- Website Oficial Arhivat în 17 octombrie 2017, la Wayback Machine.